# Nötigung (Schweiz)
Nötigung ist ein Straftatbestand in Art. 181 des Schweizerischen Strafgesetzbuchs, der die Freiheit der Willensbildung und Willensbetätigung des Einzelnen vor Gewalt, der Androhung ernstlicher Nachteile sowie anderen Beschränkungen der Handlungsfreiheit schützt. Das Strafmaß beträgt bis zu drei Jahren Freiheitsstrafe oder Geldstrafe. 
Bei der Prüfung der Rechtswidrigkeit sind besondere Voraussetzungen zu beachten:

„Die weite Umschreibung des Nötigungstatbestands von Art. 181 StGB hat zur Folge, dass nicht jedes tatbestandsmässige Verhalten bei Fehlen von Rechtfertigungsgründen auch rechtswidrig ist. Vielmehr bedarf die Rechtswidrigkeit bei Art. 181 StGB einer zusätzlichen, besonderen Begründung. Eine Nötigung ist unrechtmässig, wenn das Mittel oder der Zweck unerlaubt ist oder wenn das Mittel zum angestrebten Zweck nicht im richtigen Verhältnis steht oder wenn die Verknüpfung zwischen einem an sich zulässigen Mittel und einem erlaubten Zweck rechtsmissbräuchlich oder sittenwidrig ist [...] Bei der Beurteilung der Rechtswidrigkeit ist den verfassungsmässigen Rechten der Beteiligten Rechnung zu tragen [...].“

Die Nötigung zum Eingehen einer Ehe (Zwangsheirat) oder der Eintragung eine Partnerschaft werden nach Art. 181a Abs. 1 StGB mit einer Freiheitsstrafe von bis zu 5 Jahren oder Geldstrafe bestraft. Strafbar ist dabei auch, wenn die Tat im Ausland begangen wurde, der Täter sich jedoch in der Schweiz befindet und nicht ausgeliefert wird (Art. 181a Abs. 2 Satz 1 StGB). Das gilt nicht, wenn der Täter in der Schweiz nicht mehr verfolgt werden kann, insbesondere weil ein ausländisches Gericht ihn endgültig freigesprochen hat oder die Sanktion, zu der er im Ausland verurteilt wurde, bereits vollzogen, erlassen oder verjährt ist (Art. 181a Abs. 2 Satz 2 in Verbindung mit Art. 7 Abs. 4 und 5 StGB).
Seit dem 1. Juli 2022 ist es in der Schweiz zwar nicht mehr möglich, eine eingetragene Partnerschaft einzugehen, im Ausland jedoch weiterhin.